# Nicolas Vereecken
Pour les articles homonymes, voir Vereecken.
Nicolas Vereecken, né le 21 février 1990 à Beveren dans la province de Flandre-Orientale, est un coureur cycliste belge, professionnel entre 2014 et 2017.

## Biographie

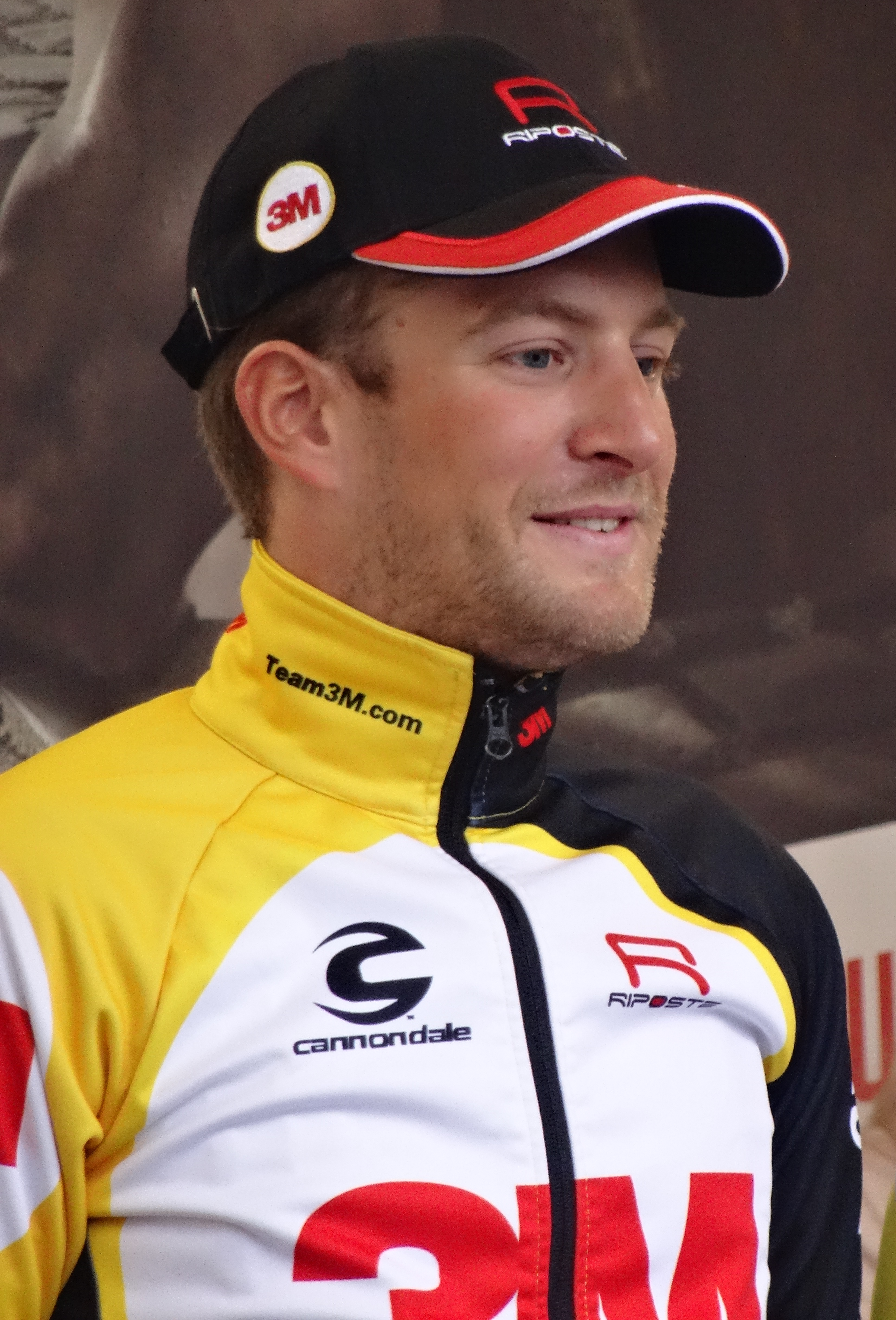
Nicolas Vereecken lors du départ de Kuurne-Bruxelles-Kuurne 2015.

Nicolas Vereecken naît le 21 février 1990 à Beveren dans la province de Flandre-Orientale, en Belgique.
Il est tour à tour membre de l'équipe Ovyta-Eijssen-Acrog en 2011, Lotto-Belisol U23 en 2012, An Post-ChainReaction en 2013, Verandas Willems en 2014 et 3M en 2015,.
En 2015 il remporte la quatrième étape du Tour de Normandie. Il est aussi vainqueur du classement final de la Topcompétition 2015 (La Topcompétition 2015 est le calendrier de courses cyclistes sur route masculines belges de la Topcompétition établi par la Royale ligue vélocipédique belge. Il donne lieu à un classement des coureurs belges de moins de 27 ans et des équipes belges y participant).
Il met un terme à sa carrière à l'issue de la saison 2017.

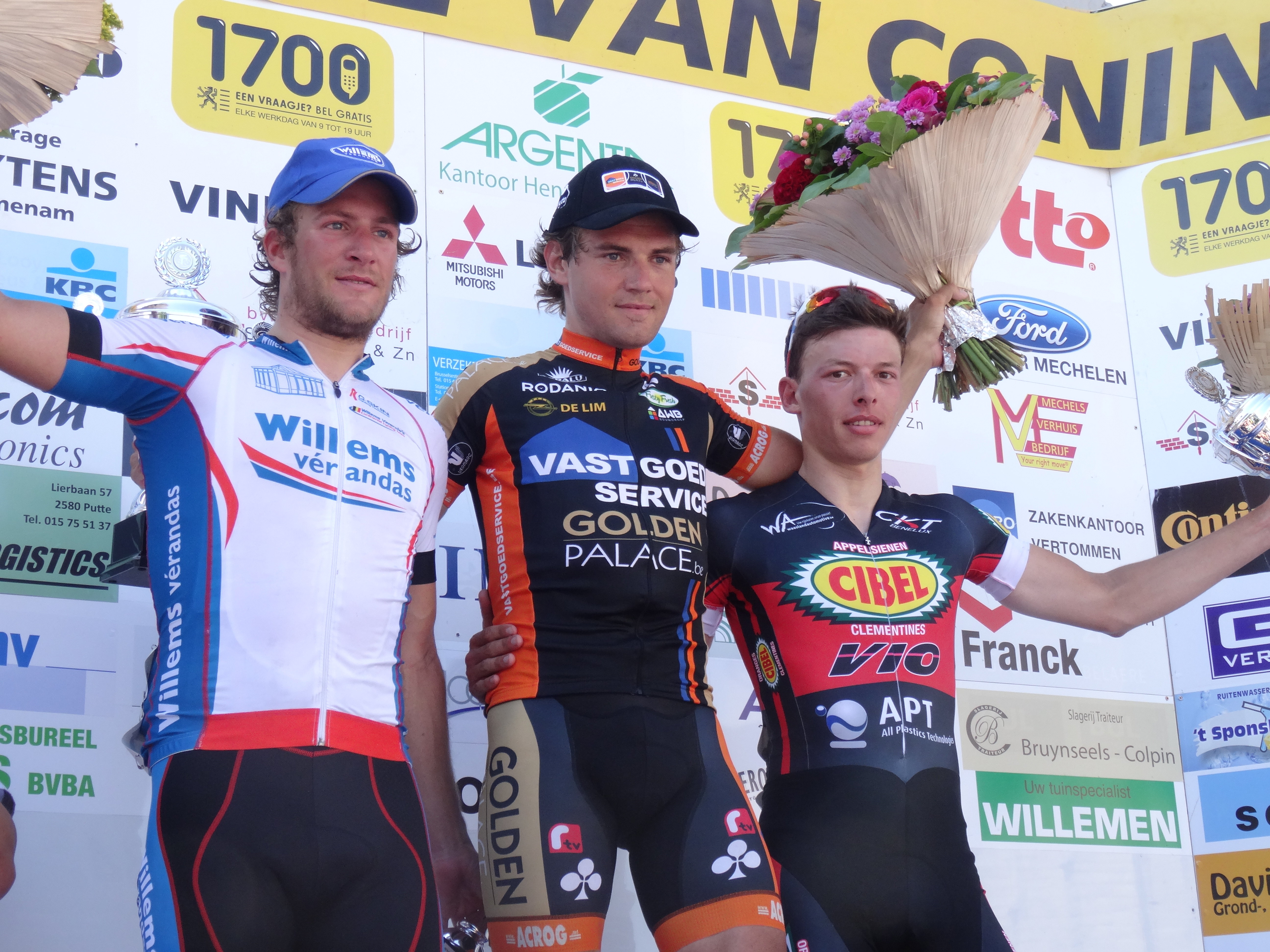
Podium de l'édition 2014 du Mémorial Philippe Van Coningsloo : Nicolas Vereecken (2e), Rob Ruijgh (1er) et Oliver Naesen (3e).

## Palmarès et classements mondiaux

### Palmarès
- 2006[1]
  - Circuit Het Volk débutants
- 2007
  - 2e du Kuurnse Leieomloop
  - 2e du championnat de Belgique de l'américaine juniors
- 2008
  - Classement général du Sint-Martinusprijs Kontich
  - Grand Prix André Noyelle
  - 2e du Kuurnse Leieomloop
  - 2e de l'Omloop der Vlaamse Gewesten
  - 2e du Circuit Mandel-Lys-Escaut juniors
- 2010
  - Bruxelles-Zepperen
  - Mémorial Danny Jonckheere
- 2011
  - Champion de Flandre-Orientale du contre-la-montre espoirs
- 2012
  - 3e de la Wingene Koers
- 2013
  - Vainqueur de la Topcompétition
  - Stadsprijs Geraardsbergen
  - 3e du Mémorial Philippe Van Coningsloo
  - 3e du Kreiz Breizh Elites
- 2014
  - 2e du Mémorial Philippe Van Coningsloo[4]
- 2015
  - Vainqueur de la Topcompétition
  - 4e étape du Tour de Normandie
  - 3e de l'Internatie Reningelst
- 2016
  - 3e étape du Circuit des Ardennes international
  - 3e du Stadsprijs Geraardsbergen
- 2017
  - 2e du Grand Prix Raf Jonckheere

### Classements mondiaux
| Année           | 2013 | 2014 | 2015 |
| --------------- | ---- | ---- | ---- |
| UCI Europe Tour | 251e | 284e | 348e |